# Romain Mesnil
Romain Mesnil (Le Plessis-Bouchard, 1977. július 13. –) francia atléta, rúdugró.

## Pályafutása
1999-ben az Universiadén, 2001-ben pedig a fedett pályás világbajnokságon lett bronzérmes. Első olimpiáján, a 2000-es Sydney-i játékokon harmincadikként zárt.
Négy évvel később, az athéni olimpián sem jutott döntőig, a tizennyolcadik helyen végezett. A 2006-os göteburgi Európa-bajnokságon, majd a 2007-es oszakai világbajnokságon második volt. Oszakában az aranyérmes Brad Walkerrel azonos, 5,86-os legjobbal zárt; azonban az amerikainak ez a szint elsőre, míg Mesnilnek második próbálkozásra sikerült, a bajnok így az amerikai lett.
A pekingi olimpián sem sikerült döntőbe jutnia, és csak a tizennegyedik helyen végzett.
2009 márciusában meztelenül futott végig Párizs nevezetes utcáin, azzal a céllal, hogy szponzort találjon magának. Azzal magyarázta tettét, hogy a Nike céggel kötött szerződése lejártával nehéz helyzetbe került anyagilag.
A berlini világbajnokságon újfent ezüstérmet szerzett, ezúttal az ausztrál Steven Hooker mögött lett második.

## Egyéni legjobbjai
| Versenyszám | Eredmény   | Helyszín  | Dátum              |
| Szabadtér   | Szabadtér  | Szabadtér | Szabadtér          |
| ----------- | ---------- | --------- | ------------------ |
| Rúdugrás    | 5,95 méter | Castres   | 2003. augusztus 6. |
| Fedett      |            |           |                    |
| Rúdugrás    | 5,86 méter | Toulouse  | 2001. március 4.   |